# Wärnschöld
Wärnschöld var en svensk adelsätt.
Släktens stamfader var Andreas Matthiae som var kyrkoherde i Lena socken, och blev far till Johan Anderson Lenæus, som efter studier vid Uppsala universitet år 1639 blev ingenjör. Han blev 1645 generalkvartermästare över alla Sveriges fortifikationer, och gjorde ritningar till befästningarna i Kalmar, Halmstad, Helsingborg, Malmö och Nya Älvsborg, samt Karlstens fästning. 1653 blev han krigsråd. År 1646 adlades han med namnet Wärnschöld, och ätten introducerades året därefter på nummer 354. Johan Wärnschölds hustru hette Maria Bure, tillhörde Bureätten och var dotter till Olof Bure och Elisabeth Bagge af Boo.
Deras äldsta dotter Elisabeth Christina gifte sig Wellingk, dottern Anna Maria var ogift, dottern Christina var gift med greve Nils Gyldenstolpe, dottern Maria var gift Rehbinder, och dottern Anna Catharina med en Taube nr 734. Äldste sonen Johan var löjtnant vid Livgardet när han 1707 avled ogift.
Ätten fortlevde på svärdssidan med yngste sonen Jacob Wärnschöld till Börrum, som var kornett vid Östgöta kavalleri. Hans första hustru var friherrinnan Elisabeth von der Osten genannt Sacken vars mor var en Svart, och sedan hon avlidit i barnsäng gifte han om sig med Wendela Catharina Rosenhjelm vars mor var en Canterstjerna. Tre döttrar var ogifta, och två gifte sig ofrälse. Äldste sonen Gustaf Adolf Wärnschöld var styckjunkare vid Artilleriet i Finland, gift med en kaptensdotter Schalien, och fick flera barn dock utan att ätten fortlevde på svärdssidan. Hans bror Peter Wärnschöld var auskultant i Svea hovrätt och trolovad med en borgardotter Christina Lind med vilken han fick en son och en dotter. Fjorton år efter att Peter Wärnschöld avlidit förklarades Christina Lind för hans äkta hustru. Dottern blev ogift, och sonen Peter Wärnschöld var kapten i Skaraborgs regemente. När den senare avled barnlös 1819 slöt han ätten på svärdssidan.